# Doteren

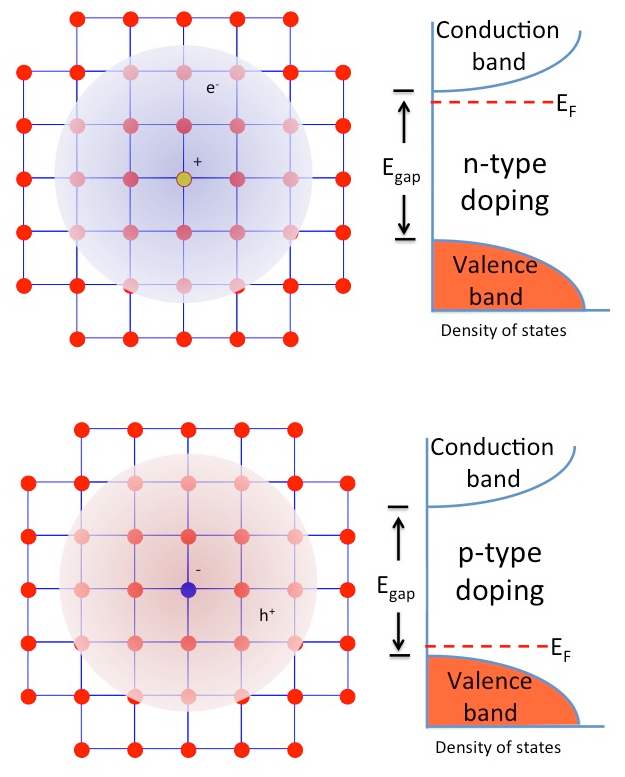
Twee vormen van doteren: n-type (boven) en p-type (onder).

Doteren (Latijn: dotare, voorzien, Engels: doping) is het opzettelijk inbrengen van roosterdefecten, van onzuiverheden in een materiaal om de materiaaleigenschappen te veranderen. Het is een begrip uit de halfgeleidertechnologie. Het zuivere, veelal kristallijne basismateriaal wordt gedoteerd met zeer specifieke onzuiverheden, atomen van een ander materiaal. De atomen creëren in het kristalrooster een substitutioneel-defect. Daarmee wordt het oorspronkelijk isolerende basismateriaal een halfgeleider.
Onder invloed van het Engelse doping wordt doteren soms foutief aangeduid als 'doperen'.

## Vormen van doteren
Aan de hand van de elektrische lading van het kristalrooster als gevolg van doteren kunnen er twee vormen worden onderscheidden:
- N-type: Bij toevoegen van elementen uit de stikstofgroep van het periodiek systeem aan silicium, ontstaat het halfgeleidende n-type-silicium. De elementen uit deze groep, stikstof (N), fosfor (P), arseen (As), antimoon (Sb), hebben vijf elektronen in hun buitenste schil, een meer dan silicium. Zo ontstaan vrije elektronen in het kristalrooster. De n staat voor negatief, de elektrische stroom is in tegengestelde richting als de elektronenstroom.
- P-type: Bij toevoegen van elementen uit de boorgroep van het periodiek systeem aan silicium ontstaat het halfgeleidende p-type-silicium. De elementen uit deze groep, boor (B), aluminium (Al) en gallium (Ga), hebben maar drie buitenste elektronen, een minder dan silicium. Zo ontstaan er in het kristalrooster plaatselijke tekorten aan elektronen. Zo'n elektronentekort noemt men een elektronengat. De zich verplaatsende gaten zijn positief: de elektrische stroom heeft dezelfde richting als de gatenstroom. Gaten diffunderen aanzienlijk trager dan elektronen. Traagheid van halfgeleiders, bijvoorbeeld bij het gaan sperren van een pn-overgang in een halfgeleiderdiode, of schakeltijden in bipolaire schakeltransistoren, worden dan ook vrijwel uitsluitend veroorzaakt door de zich relatief traag voortbewegende gaten, die een relatief lange levensduur hebben. Schottkydioden, waarbij alleen elektronen in de geleidingsband een rol spelen, zijn daarom vele malen sneller dan pn-dioden. Hetzelfde geldt voor n-type-schakel-MOSFET's ten opzichte van bipolaire schakeltransistoren.

Naast de eerder genoemde elementen kan ook beryllium als p-type dotering optreden.

## Doteringsmethode
Er zijn in de halfgeleiderfysica twee gangbare methoden om te doteren: diffusie en ionenimplantatie. 

### Diffusie
Diffusie is meestal een tweetrapsproces: eerst wordt een laag met een hoge concentratie onzuiverheden aangebracht, ook wel predepositie genoemd, waarna door een warmtebehandeling bij hoge temperatuur de dotering in het kristalrooster diffundeert.
Daarbij wordt de oppervlakteconcentratie lager en de concentratie in het materiaal hoger. De diffusiecoëfficiënt speelt hierbij een belangrijke rol.

### Ionenimplantatie
Het implanteren van ionen gebeurt onder vacuüm met een ionenbron. In de meeste gevallen is die bron een speciale uitvoering van een deeltjesversneller, waarin ionen met de gewenste massa door een magneetveld worden afgescheiden. Versneld door een elektrisch veld, botsen ze vervolgens met snelheden tot over 300.000 km/uur op het te doteren materiaal. In het geval van lage versnellingsspanningen zonder massascheiding spreekt men echter van physical vapor deposition. De indringdiepte hangt af van het te implanteren materiaal en van de grootte van het ion. Door een geschikte keuze van de versnellerspanning is de snelheid, en daarmee de indringdiepte van de ionen, nauwkeurig te regelen.